# Мергелиста конкреція
Мергелиста конкреція, Мергельна конкреція (рос. мергелистая конкреция, мергельная конкреция, англ. marly concretion, нім. Mergelniere f) — мінеральне стяжіння, яке іноді зустрічається в делювіальних глинах, суглинках, у вугленосних та ін. осадових товщах.